# José Antonio Franco Taboada
José Antonio Franco Taboada (La Coruña, 25 de julio de 1944) es un arquitecto, profesor y escritor gallego.

## Trayectoria
Obtuvo el título de arquitecto en 1969 por la Escuela Técnica Superior de Arquitectura de Madrid. Fue director de la Escuela Técnica Superior de Arquitectura de La Coruña desde su fundación en el año 1975 hasta el año 1986. Es director del Departamento de Representación y Teoría Arquitectónicas de la Universidad de la Coruña desde su creación.

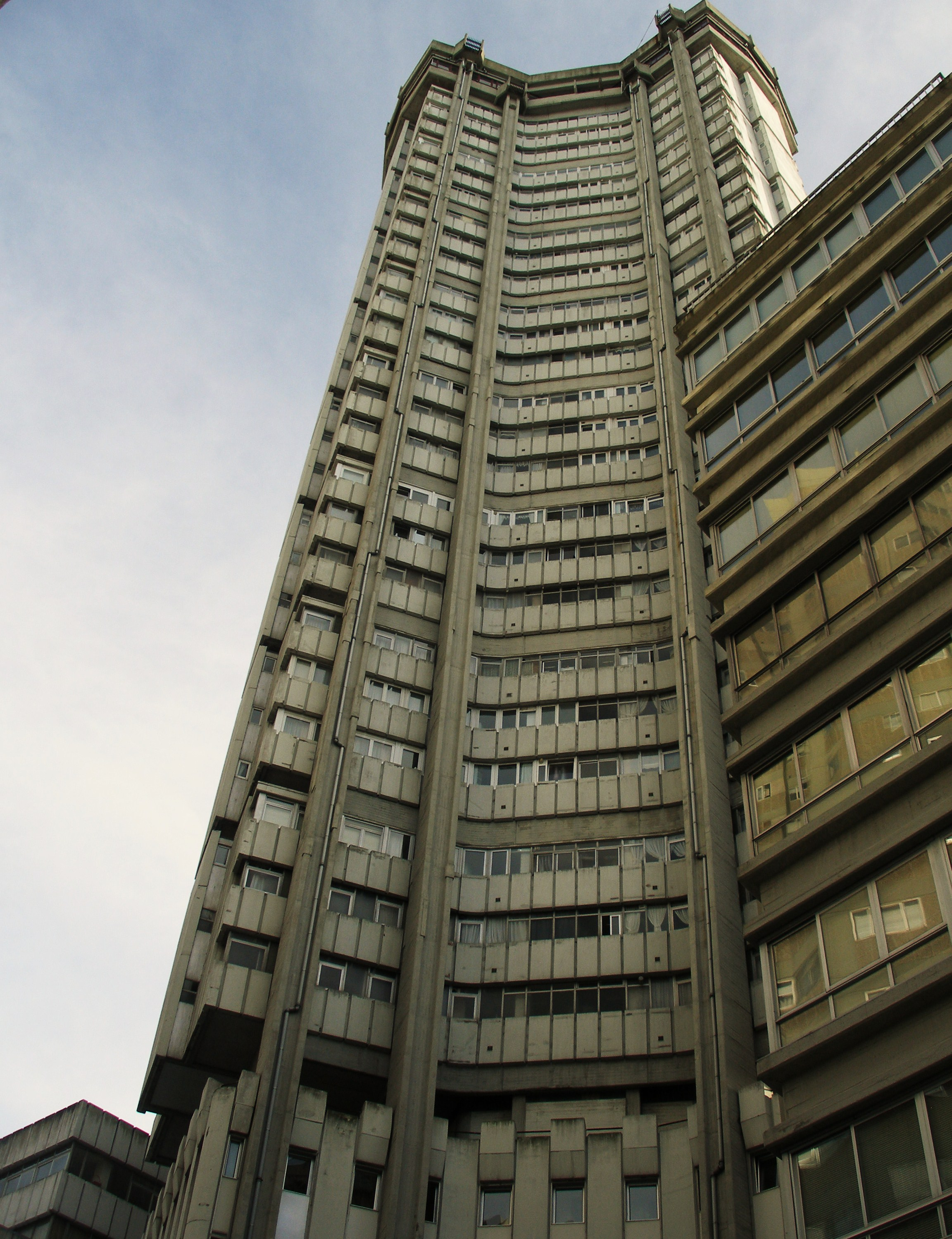
Torre Costa Rica, o Edificio Hercón.

## Obras destacadas
- Torre Costa Rica, o Edificio Hercón de La Coruña (1973-1975).
- Pabellón de Galicia en la Exposición Universal de Sevilla de 1992.[3]
- Centro cívico y cultural en Arteijo (1997-1999).[4]